# Смолева
Смолева (словен. Smoleva) — поселення в общині Железнікі, Горенський регіон, Словенія. Висота над рівнем моря: 591,8 м.